# District de Huaxi

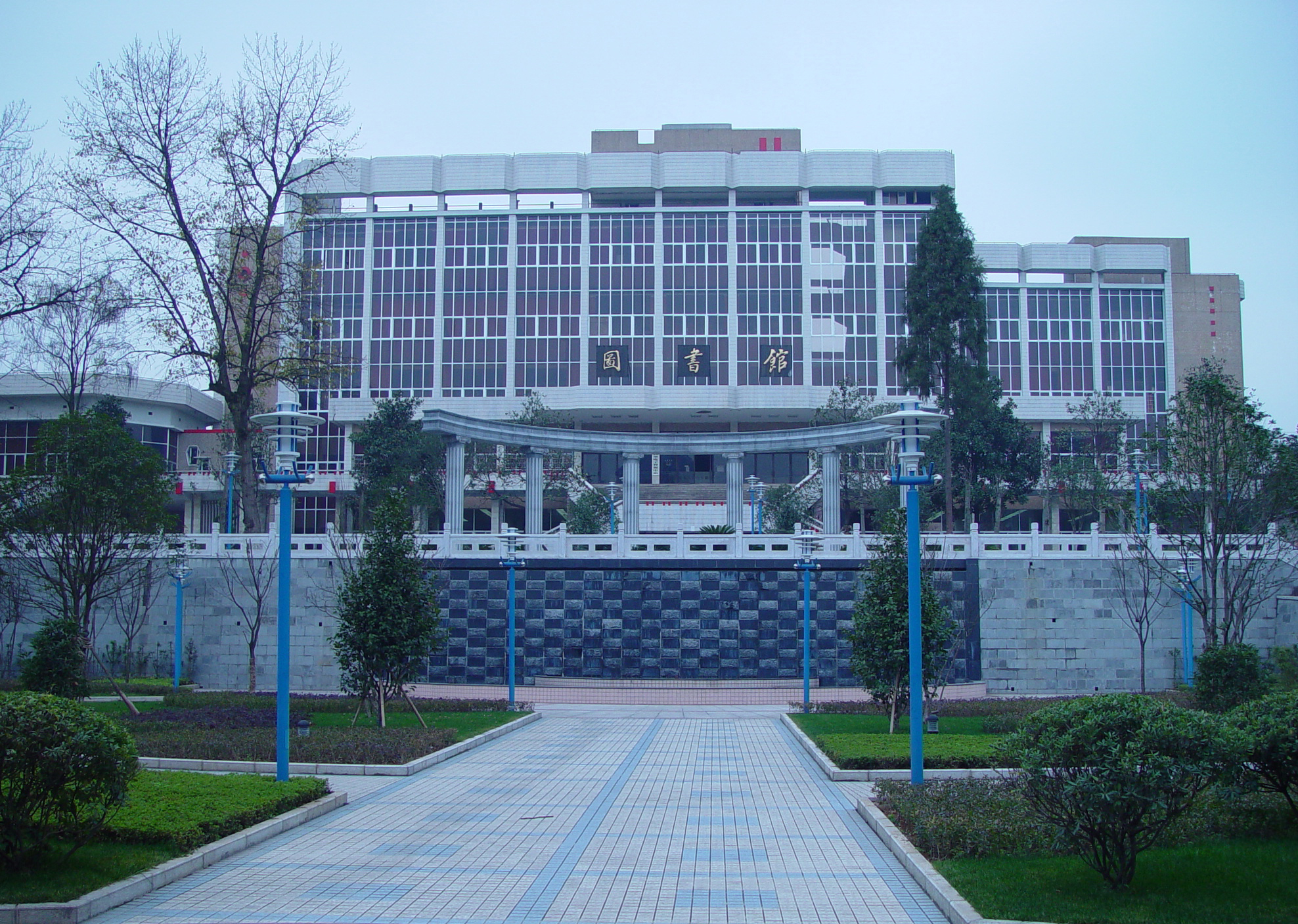
La bibliothèque de l'Université du Guizhou

Le district de Huaxi (花溪区 ; pinyin : Huāxī Qū) est une subdivision administrative de la province du Guizhou en Chine. Il est placé sous la juridiction de la ville-préfecture de Guiyang. Il abrite l'Université du Guizhou.